# Mevius
Mevius (conocida hasta 2012 como Mild Seven) es una marca de tabaco perteneciente a Japan Tobacco. Fue patrocinador del equipo Renault F1 Team desde 2002 hasta el año 2006, y de esta misma estructura bajo el nombre de Benetton desde 1994.

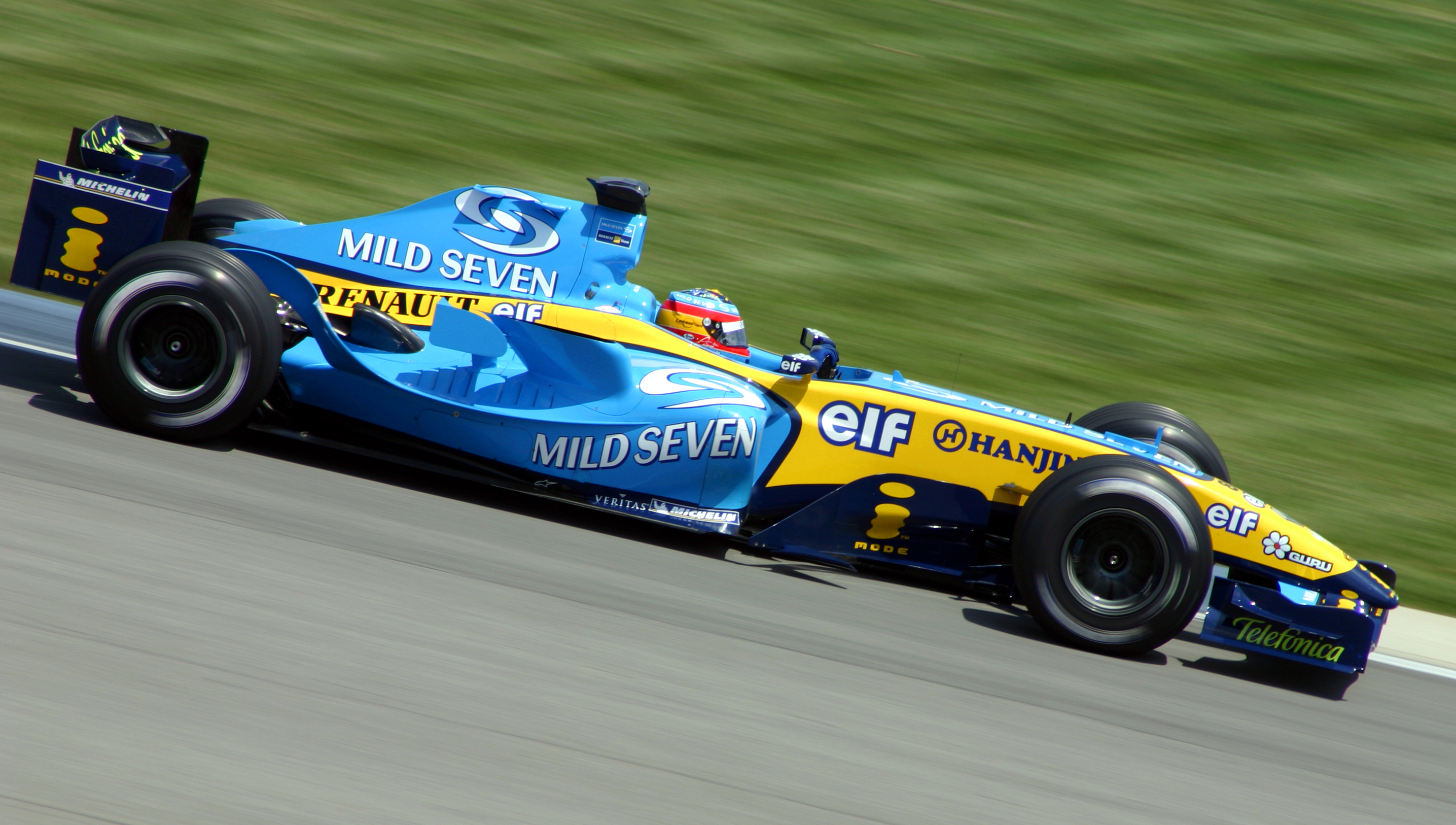
Monoplaza del equipo Renault en Fórmula 1 patrocinado por Mild Seven.